# Arbaix
Arbaix - Арбаш (rus) - és un poble de la República del Tatarstan, a Rússia. El 2010 tenia 563 habitants.